# Исландско-канадские отношения
Исландско-канадские отношения — двусторонние дипломатические отношения между Исландией и Канадой. 

## История
Первый зафиксированный контакт между этими странами произошел более тысячи лет назад, когда исландец Лейф Эрикссон прибыл в Л’Анс-о-Медоуз в Ньюфаундленде. В 1874 году в Канаду прибыли первые исландские мигранты для работы на железнодорожных линиях в провинции Онтарио. В период с 1870 по 1914 год несколько тысяч исландцев эмигрировали в Северную Америку, преимущественно в Канаду. В 1940 году во время Второй мировой войны канадские войска были дислоцированы в Исландии. Премьер-министр Канады Уильям Лайон Макензи Кинг заявил, что отправил войска в Исландию по просьбе Великобритании.

## Торговля
Исландские фирмы инвестируют в сектор рыболовства Атлантического побережья Канады, что является ключевым компонентом в модернизации оборудования по переработке рыбы. В 2005 году товарооборот между странами составил сумму в 145 500 000 долларов США, увеличившись на 14,8 % по сравнению с 2004 годом. В 2005 году экспорт Канады в Исландию составил сумму в 89 800 000 долларов США, в основном состоял из транспортных средств, машин и алюминия. Экспорт Исландии в Канаду: корабли и катера, рыба и морепродукты, а также оборудование.